# Vassili Grossman
Pour les articles homonymes, voir Grossman.
Vassili Semionovitch Grossman (en russe : Василий Семёнович Гроссман) est un écrivain et journaliste soviétique, né le 29 novembre 1905 (12 décembre dans le calendrier grégorien) à Berditchev (actuelle Ukraine) et mort le 14 septembre 1964 à Moscou.
Connu notamment pour son roman Vie et destin et ses chroniques de guerre, Grossman a été correspondant de guerre pendant la Seconde Guerre mondiale. Ce roman offre une image puissante et honnête de l'expérience soviétique pendant la guerre. Ses œuvres à partir de ce roman abordent des thèmes complexes tels que le totalitarisme, la moralité et la condition humaine. Celles-ci, d'abord interdites en Union soviétique, ont gagné, après la mort de l'écrivain, une reconnaissance internationale.

## Biographie

### Jeunesse

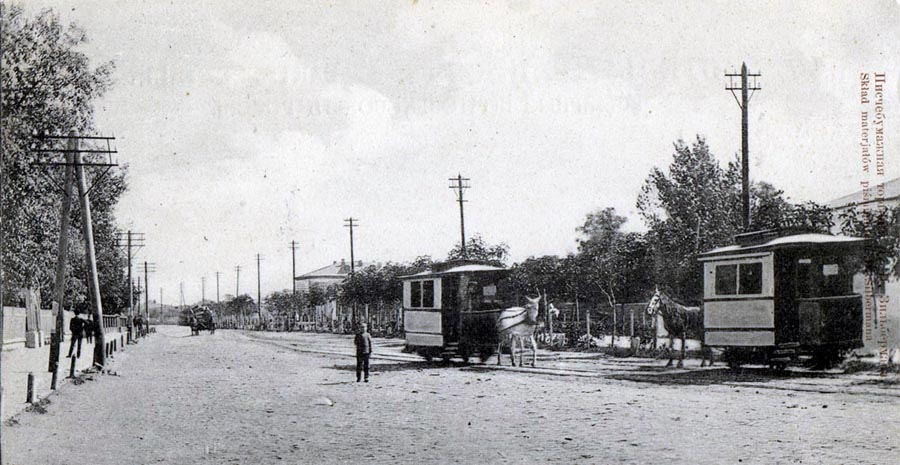
Tram de Berditchev, ville de naissance de Grossmann (vers 1900).

Il est issu d'une famille bourgeoise cultivée d'origine juive assimilée ayant abandonné toute pratique religieuse ainsi que le yiddish. Son père, Semion Ossipovitch Grossman, un bundiste, était ingénieur chimiste et sa mère, Ekaterina Savelievna, professeur de français.
Les parents du futur écrivain s’étant séparés, il est élevé par sa mère et vit avec elle deux ans à Genève et à Lausanne, de 1910 à 1912. Il étudie au lycée à Kiev, puis en 1923 commence à Moscou des études de chimie.
Pourtant, dès 1926, sa passion pour la science faiblit et il s’intéresse de plus en plus à la littérature. Il commence à écrire ses premiers textes. Son essai Бердичев не в шутку, а всерьёз (Berditchev, trêve de plaisanterie), où il défend la réputation de sa ville natale, dans laquelle a séjourné Balzac, est publié dans la revue Ogoniok en 1928. Il obtient son diplôme en 1929 et épouse sa fiancée, Anna Petrovna Matsouk, cette même année. Il divorcera d'elle en 1933. Leur fille, Ekaterina, naît en 1930. Grossman commence à cette époque à s’intéresser de plus en plus à l’écriture.
En 1931, il entre dans la vie active comme chimiste dans le bassin du Donbass, sa femme restant à Kiev. Il travaille dans un institut de recherches dans le domaine de la sécurité du travail dans les mines et comme chef de laboratoire de chimie d'une mine de charbon, puis à Stalino (appelé depuis 1961 Donetsk), comme chercheur principal du laboratoire de chimie d'un institut d'hygiène du travail et comme maître assistant à la chaire de chimie de l'institut de médecine.
Durant cette période, l'Ukraine est très durement frappée par la famine causée par la politique de collectivisation du régime soviétique.
À la suite d'un diagnostic de tuberculose erroné, il parvient à quitter Stalino en 1932 et s'installe à Moscou, où il travaille comme chimiste dans une fabrique de crayons.
Grossman est épargné par les premières purges, mais sa cousine Nadejda Almaz est arrêtée en 1933 et condamnée à deux ans d’exil à Astrakhan, puis à trois ans de camp de travail.

### Premiers écrits
En février 1934, Grossman abandonne définitivement son travail de chimiste pour se consacrer à l'écriture. Sa première nouvelle, В городе Бердичеве (Dans la ville de Berditchev), publiée la même année, met en avant une femme commissaire de l'Armée rouge pendant la guerre civile russe. L'écrivain reçoit les encouragements de Maxime Gorki, alors sacré père des lettres soviétiques, mais aussi d'Isaac Babel et Mikhaïl Boulgakov. Il publie cette même année une autre nouvelle, Глюкауф (Bonne chance), sa première œuvre publiée en volume à part, qui a pour cadre une mine de charbon.
Ses écrits sont dans la ligne du régime. Il est en effet persuadé que seul le communisme soviétique peut faire barrière au fascisme et à l’antisémitisme, se conformant au soi-disant réalisme socialiste.
Il se remarie en 1936 avec Olga Mikhaïlovna Gouber, qu'il rencontre via les membres du groupe Pereval qu'il fréquente. Ses premiers textes lui permettent de devenir en 1937 membre de l'Union des écrivains soviétiques, une marque officielle de reconnaissance qui le fait entrer dans la nomenklatura.
Son premier roman, Степан Кольчугин (Stepan Koltchoguine) (publié entre 1937 et 1940), est une ode aux usines métallurgiques. Selon certains écrits sur Grossman, il est proposé pour le prix Staline, mais est finalement rayé de la liste par Joseph Staline en personne du fait des soupçons de sympathies menchevik portés contre lui, mais selon d'autres, il n'est en fait pas proposé pour ce prix.
Grossman est rattrapé indirectement par les purges en 1938. Sa femme est arrêtée en pleine Ejovchtchina au motif que son précédent mari, Boris Gouber, a été condamné et exécuté en 1937. Grossman intervient alors en prenant le risque énorme d’écrire personnellement à Nikolaï Iejov et parvient à faire libérer sa femme. Il adopte également les deux fils de Gouber pour qu'ils ne soient pas envoyés dans un orphelinat pour enfants d’« ennemis du peuple », ce qu'on faisait avec tous les enfants de condamnés politiques. Cette même année, son oncle David Cherentsis est arrêté et fusillé à Berditchev.
Durant cette période, Grossman n'a pas le courage de ne pas signer une lettre de soutien aux procès intentés contre les vieux bolcheviks sur la base de fausses accusations.

### Correspondant de guerre
Lorsque, le 22 juin 1941, l’Allemagne attaque l’Union soviétique, Vassili Grossman se trouve à Moscou. Réformé du service militaire pour cause de tuberculose, il se porte volontaire pour le front comme journaliste à Krasnaïa Zvezda (L'Étoile rouge), le journal central de l’Armée rouge.

#### La débâcle
Le 5 août 1941, il part pour le front, où il est témoin de l’impréparation de l’Armée rouge avec laquelle il est bientôt entraîné dans la débâcle. Par deux fois il échappe in extremis à l’encerclement, lors de la bataille de Kiev en septembre, puis en octobre, dans la poche de Briansk.
Au cours de l’hiver 1941, Grossman est envoyé couvrir les combats en Ukraine, dans la région du Donbass qu’il connaît bien. En plus de ses chroniques, il commence à travailler sur son premier roman, Народ бессмертен (Le peuple est immortel), qui est publié au début de 1942 en feuilleton dans Krasnaïa Zvezda. L’ouvrage est proposé pour le prix Staline en 1943, mais la liste des propositions est écourtée et le roman de Grossman en est écarté. Toutefois, il continue d'être positivement apprécié. De plus, ses récits sont reconnus par les frontoviki comme les seuls récits retraçant fidèlement la réalité de la vie au front, et sa renommée s’étend à toute l’Union soviétique. Viktor Nekrassov, qui s'est battu à Stalingrad, rapporte : « Nous lisions et relisions sans fin les journaux qui contenaient ses correspondances, ainsi que celles d'Ilya Ehrenbourg, jusqu'à ce que les pages du journal tombent en lambeaux. »

#### Stalingrad

Carte de la Bataille de Stalingrad (1942-1943).

En août 1942, il est envoyé à Stalingrad alors que la 6e armée allemande menace la ville. Il y retrouve le général Ieremenko, déjà rencontré près de Briansk, et fait la connaissance au milieu des combats du général Tchouïkov, commandant de la 62e armée, et du général Rodimtsev. La bataille de Stalingrad marque profondément Grossman qui y passe des mois terribles, demeurant en permanence sur le front. Il tirera de cette expérience la matière de ses deux grands romans, За правое дело (Pour une juste cause) et Жизнь и судьба (Vie et destin). Dans les derniers jours de décembre, il se rend sur la tombe de son cousin, mort héroïquement au combat, dont il ignorait la présence à Stalingrad.
Alors que l’opération Uranus est un succès total, et que la 6e armée est encerclée, il reçoit, en janvier 1943, l’ordre de quitter Stalingrad où il est remplacé par Constantin Simonov. Il vit cette décision comme une trahison, son départ de la ville est un déchirement. Il écrit dans une lettre à son père :

« Demain, je fais mes adieux à Stalingrad et je prends la route pour Kotelnikovo et Elista. Je pars avec un tel sentiment de tristesse, c’est comme si je disais adieu à un être cher, tellement sont liés à cette ville de sentiments, de pensées, d’émotions douloureuses et importantes, exténuantes mais inoubliables. La ville est devenue pour moi une personne vivante…. »

#### L’Ukraine et la découverte des massacres de masse
Grossman est alors envoyé sur un front secondaire, 300 km plus au sud, en Kalmoukie tout juste libérée. Il profite de ce séjour pour analyser les mécanismes de l’occupation allemande et le sujet tabou de la collaboration. Grossman participe en juillet et août 1943 à la bataille de Koursk — et notamment aux terribles combats de la gare de Ponyri et à la Prokhorovka —, et en octobre à la bataille du Dniepr.
Au cours de l’automne 1943, Ilya Ehrenbourg recrute Grossman au Comité antifasciste juif (CAJ) en vue de réunir les documents nécessaires à l’élaboration du Livre noir. C’est en effet dans l’Ukraine progressivement libérée que Grossman découvre l’ampleur des massacres commis contre les Juifs.

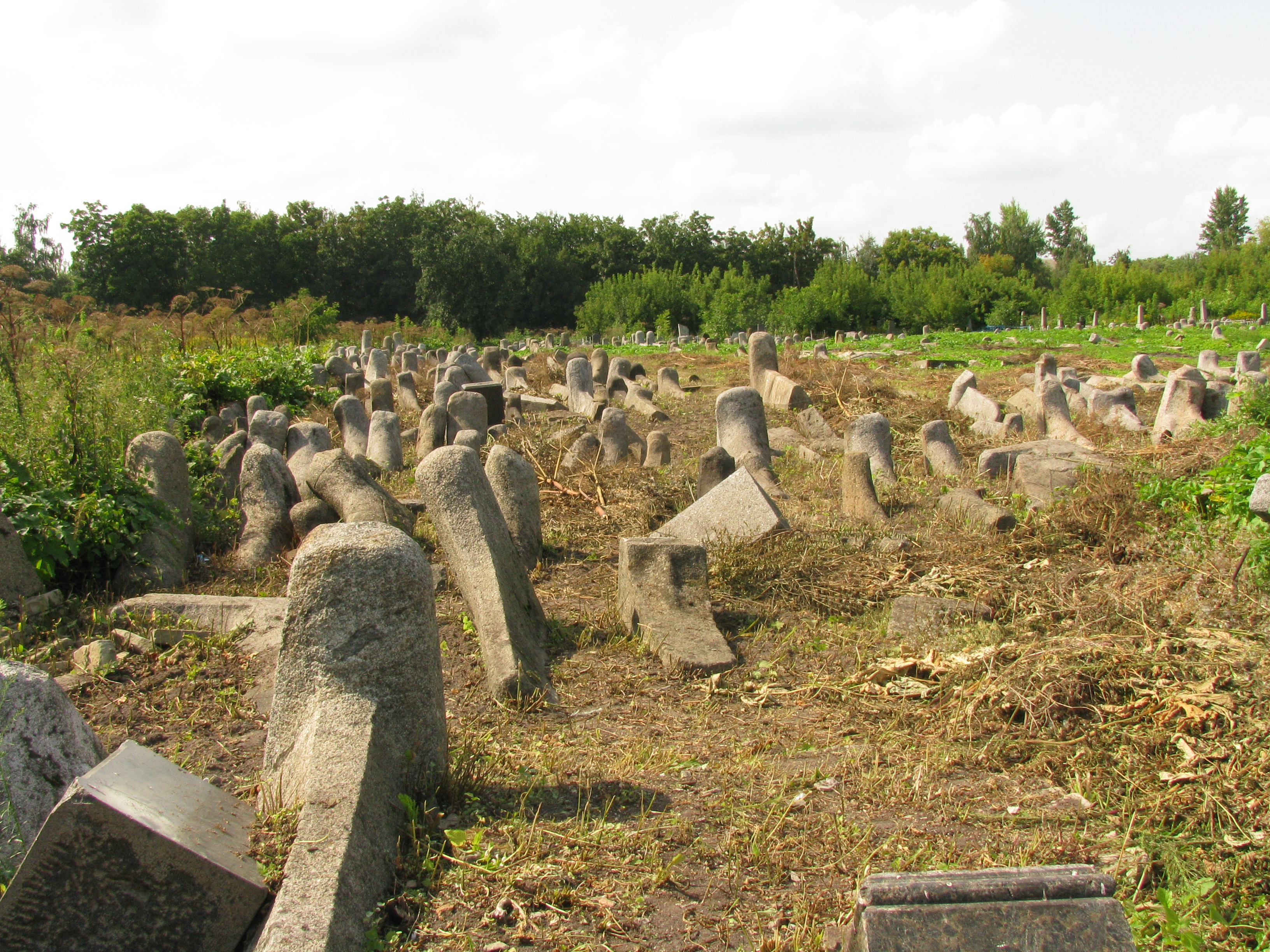
Cimetière juif de Berditchev (2011)

Après la libération de Kiev, il se rend à Berditchev, sa ville natale, dans l’espoir de retrouver sa mère restée sur place au moment de l'invasion allemande. Il y apprend qu’elle a été assassinée avec les 35 000 juifs de la ville par les unités d'extermination du IIIe Reich,. Il ne se pardonnera jamais de ne pas avoir fait le nécessaire pour la faire venir chez lui à Moscou. Il est également affecté par la découverte du rôle qu’ont joué les collaborants ukrainiens dans les massacres.
En avril 1944, il entre avec l’armée dans Odessa libérée. Au cours de l’été 1944, il est affecté plus au nord où il suit l'Armée rouge dans son offensive à travers la Biélorussie et la Pologne. En juillet, il est parmi les premiers correspondants de guerre à entrer dans le camp de Majdanek et dans ce qui reste du centre d'extermination de Treblinka détruit par les Allemands, à peine libérés. Il est ainsi le premier à décrire les camps d'extermination. Son essai Треблинский ад (L'Enfer de Treblinka) rassemble des témoignages recueillis sur place. Il servira à l'accusation lors du procès de Nuremberg. Nerveusement épuisé, il retourne à Moscou en août.

« Il n'y a rien d'étonnant à ce que Grossman ait eu du mal à supporter le choc. »

— Antony Beevor, dans Vassili Grossman, op. cit., p. 443.

#### La fin de l’Allemagne nazie
Début 1945, il est rattaché à la 8e armée de la garde (l’ancienne 62e armée de Stalingrad), où il retrouve le général Tchouïkov. Il suit avec elle l’offensive Vistule-Oder en janvier et février, puis la bataille de Berlin en avril et mai. Au cours de ces derniers mois de conflit, Grossman est le témoin dégoûté des exactions commises par des soldats et officiers soviétiques contre les civils.
Il est le premier journaliste à entrer dans Berlin, assiste aux derniers coups de feu et à la capitulation de la ville. Il écrit dans son journal :

« 2 mai. Jour de la capitulation de Berlin. C’est difficile à décrire. La concentration des impressions est monstrueuse. Du feu, des incendies, de la fumée, de la fumée, de la fumée. Une foule gigantesque de prisonniers. Les visages ont une impression tragique […] : ce jour gris, froid et pluvieux est incontestablement celui de la perte de l’Allemagne. Dans la fumée au milieu des ruines, dans les flammes, au milieu de centaines de cadavres jonchant les rues. »

— Vassili Grossman, op. cit., p. 486.
Entre 1941 et 1945, Vassili Grossman a passé plus de mille jours sur le front. Il termine la guerre avec le grade de lieutenant-colonel, décoré de l’ordre du Drapeau rouge, de l’ordre de l'Étoile rouge, de l'ordre du Drapeau rouge du Travail, et des médailles Pour la Défense de Stalingrad, Pour la libération de Varsovie, Pour la prise de Berlin et Pour la Victoire sur l'Allemagne, sans toutefois être membre du Parti communiste. En 1955, il est l'objet de pressions amicales du général Vorochilov, mais, devant sa réponse négative :

« Il est évident, répondit aimablement le général, que vous êtes un bolchevik sans parti. »

— Général Vorochilov, cité par Antony Beevor dans Vassili Grossman, op. cit., p. 499.

### Après la guerre

#### Le renouveau de l’antisémitisme
Juste après la guerre, ses chroniques pour Krasnaïa Zvezda sont regroupées et publiées en un petit volume, Années de guerre. Le peuple est immortel est également réédité, mais Grossman doit déchanter rapidement. Dès 1946, le régime prend un nouveau tournant en matière de littérature, afin de mettre fin à la période de relative liberté que la guerre avait permise. Grossman est alors une des victimes du jdanovisme, et sa pièce de théâtre Если верить пифагорейцам (Si l’on en croit les pythagoriciens) est durement condamnée.
Rapidement, toute évocation du destin spécifique des Juifs durant la guerre est interdite. En 1947, la publication du Livre noir est arrêtée et, en 1948, le Comité antifasciste juif est dissous. La plupart de ses membres sont arrêtés. L’antisémitisme d’État, d’abord insidieux, apparaît au grand jour en janvier 1949 lorsque la presse lance la campagne contre le « cosmopolite sans racine ». En 1952, la plupart des personnes arrêtées en 1948 sont exécutées. Grossman est parmi les quelques membres du CAJ qui échappent à cette répression. Son espoir d’une rédemption du régime soviétique après l’expérience de la guerre s’évanouit. C’est pour lui la démonstration du parallèle entre les régimes nazi et soviétique qui finalement se retrouvent dans l'antisémitisme.
En 1952 est publié son roman Pour une juste cause, sous forme de feuilleton dans la revue Novy Mir. D'abord soutenu par une bonne critique et proposé pour le prix Staline, le roman est ensuite violemment attaqué dans la presse.
En janvier 1953, le journal Pravda annonce la « découverte » du « complot des blouses blanches », des médecins presque tous juifs, accusés de tuer des dirigeants. On lance une campagne de soutien à leur condamnation. Il se trouve même des intellectuels juifs qui signent une lettre destinée à être publiée dans la Pravda, demandant leur condamnation. Grossman, qui a peur à cause de la campagne contre son roman, la signe lui aussi. Cette lettre n'est finalement pas publiée mais l'écrivain ne se pardonnera jamais d'avoir cédé aux pressions. Une relative délivrance de la peur ne survient qu'à la mort de Staline en mars de la même année.

#### Le mirage de la déstalinisation
Avec la mort de Staline, les choses s’améliorent pour Vassili Grossman. En 1954, Pour une juste cause est réédité en livre.
En 1956 commence une période appelé de déstalinisation, mise en œuvre par Nikita Khrouchtchev, le nouveau dirigeant du pays. Grossman, qui avait commencé à travailler en 1953 sur le roman Vie et destin, la continuation de Pour une juste cause, le finit en 1960. Trop optimiste sur l’évolution du régime, la tentative de Grossman de le faire publier en 1961 se solde par la saisie immédiate de toutes les copies du manuscrit que le KGB trouve. Seules deux copies, que Grossman avait données à des amis, échappent à la saisie. Il n'est pas autrement puni, mais il est profondément affecté.
Après 1961, on lui publie un seul livre, en 1962, de nouvelles rééditées. Déjà gravement malade, il termine en 1963 Добро вам! (La paix soit avec vous), récit d’un voyage fait en Arménie deux ans auparavant, qui ne paraîtra qu'après sa mort, en 1965. Il termine la même année le roman Всё течёт… (Tout passe) mettant en scène un homme à sa libération du Goulag et en y mêlant les souvenirs de la grande famine en Ukraine. Il circulera en samizdat et sera publié en Occident, en 1970.
Il meurt en septembre 1964 d’un cancer.

## Pensée

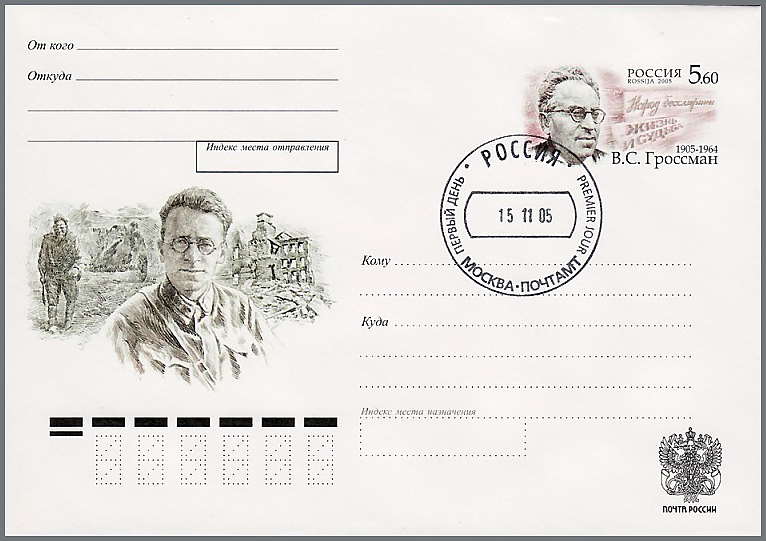
Enveloppe moscovite portant un timbre commémoratif pour le de la naissance de V. Grossman (2005)

À ses débuts, Grossman écrit des romans et des nouvelles dans la ligne imposée par le parti communiste, en rejoignant le courant du réalisme socialiste, mais ses œuvres mettent en avant des individus dans leurs spécificités, sans jamais les fondre dans une masse anonyme. Dès ses débuts, un de ses thèmes de prédilection est celui des gens ordinaires à travers leur dignité, leur héroïsme, mais aussi leurs défauts et leurs faiblesses. Il n’adhère par ailleurs jamais au culte de la personnalité de Staline, qui est presque totalement absent de ses œuvres de fiction.
Pendant la Seconde Guerre mondiale, Grossman espère que l’héroïsme de l’Armée rouge et du peuple permettra de faire évoluer la société soviétique vers plus de liberté, la fin de la terreur et du Goulag (épisode de la « Maison 6 bis » dans Vie et Destin). Progressivement pourtant, la censure, la répression et surtout l’antisémitisme renaissant après la guerre, achèvent de l’éloigner du communisme soviétique.
Il est particulièrement marqué par la campagne lancée contre le « cosmopolite sans racine » et par la campagne antisémite lancée après le pseudo-complot des blouses blanches. Après la mort de Staline, il achève son basculement de serviteur loyal du régime à opposant et critique radical dans ses écrits, sans être un dissident se manifestant publiquement comme tel. Vie et Destin est à cet égard le tournant, tant la personne de Staline et le régime soviétique glissant vers l’antisémitisme y sont violemment critiqués dans un parallèle avec Hitler et le régime nazi (dialogue entre Mostovskoï et Liss dans Vie et Destin).
Vassili Grossman est idéologiquement très proche de l’humanisme de Tchekhov et l’exprime par le truchement de l’un des personnages de Vie et Destin :

« La voie de Tchekhov, c’était la voie de la liberté. […] Essayez donc un peu de faire le tour de tous les personnages tchékhoviens. […] Tchekhov a fait entrer dans nos consciences toute la Russie dans son énormité ; des hommes de toutes les classes, de toutes les couches sociales, de tous les âges… Mais ce n’est pas tout ! Il a introduit ces millions de gens en démocrate, comprenez-vous, en démocrate russe. Il a dit, comme personne ne l’a fait avant lui, pas même Tolstoï, il a dit que nous sommes avant tout des êtres humains, comprenez-vous : des êtres humains ! Il a dit que l’essentiel, c’était que les hommes sont des hommes, et qu’ensuite seulement ils sont évêques, russes, boutiquiers, tatares, ouvriers. Vous comprenez ? Les hommes sont bons ou mauvais non en tant que Tatares ou Ukrainiens, ouvriers ou évêques ; les hommes sont égaux parce qu’ils sont des hommes. […] D’Avvakoum à Lénine, notre conception de la liberté et de l’homme a toujours été partisane, fanatique : elle a toujours sacrifié l’homme concret à une conception abstraite de l’homme. »

Grossman arrive à la conclusion, dans Tout passe, que l’histoire de la Russie a eu le cours inverse de celle de l’Occident : au lieu de fonder l’État sur la liberté et la prospérité par la démocratie, la Russie a basé la construction de l’État sur l’oppression. Le servage réinstauré par Pierre le Grand n’a fait que se renforcer sous Lénine, la Russie a bâti « une nation et un État au nom de la force, au mépris de la liberté ».

Vassili Grossman considère que toute forme d'imposition d’un « bien suprême » à l'humanité se termine en carnage. Ce « bien suprême » se pervertit inéluctablement, engendrant le mal. Le mal est toujours fait au nom du bien : « Là où se lève l'aube du bien, des enfants et des vieillards périssent, le sang coule. » Pour Grossman seule la bonté individuelle est possible, c’est ce qu’il appelle la « bonté sans pensée » : 
« Cette bonté privée d'un individu à l'égard d'un autre est une bonté sans témoins, une petite bonté sans idéologie. On pourrait la qualifier de bonté sans pensée. La bonté des hommes hors du bien religieux ou social. »

## Œuvres

### L’épopée de Stalingrad
Pour une juste cause et Vie et Destin constituent l’œuvre majeure de Vassili Grossman. Ces deux romans, qui forment un seul et même récit, sont centrés autour de la bataille de Stalingrad et du destin de la famille Chapochnikov. Les personnages sont quasiment tous reliés à cette famille (parents, amis, rencontres d’occasion).
La structure de ces deux œuvres est d’inspiration ouvertement tolstoïenne. Grossman, qui révère Tolstoï, affirmera que durant ses années au front, il n’a emporté avec lui qu’un seul livre, Guerre et Paix. À travers Stalingrad et les Chapochnikov, Grossman écrit l’épopée du peuple russe emporté dans la tourmente de la guerre,.
Pour une juste cause débute par une fête de famille chez les Chapochnikov dans leur maison de Stalingrad au cours de l’été 1942. Le passage entre Pour une juste cause et Vie et Destin est marqué symboliquement par le personnage Krymov qui, venant de l’est, pose le pied sur la berge ouest de la Volga, marquant ainsi le basculement du rapport de force dans la bataille et le basculement de son propre destin. Grossman clôt le récit de Vie et Destin sur une dernière réunion de la famille Chapochnikov avant leur départ de Stalingrad en ruine en avril 1943.
C’est l’expérience vécue par Grossman sur le front, et particulièrement à Stalingrad, qui constitue la matière première de ces œuvres. En incluant dans son récit des épisodes dont il a été le témoin direct sur le front, Grossman parvient à créer un effet de réalisme saisissant. Ses romans mettent également en scène de nombreux personnages historiques, conservant leur nom réel (notamment pour les plus célèbres comme Ieremenko, Tchouïkov, Rodimtsev...) ou leur donnant des noms d’emprunt. Un des personnages de ces romans, Victor Strum, n’est autre qu’une incarnation de Grossman lui-même, permettant à l’auteur d’explorer la complexité de ses propres rapports avec le pouvoir soviétique, et sa douleur face à la mort tragique de sa mère.

#### Pour une juste cause
Premier volet de son diptyque sur Stalingrad, Pour une juste cause décrit la bataille jusqu'au mois de septembre 1942. Il est publié en Union soviétique entre juillet et octobre 1952 par la revue Novy Mir dans une version largement censurée. La critique est initialement élogieuse, mais, après quelques mois, la Pravda attaque violemment le roman, dépeignant Grossman comme un « ennemi du peuple ». Alexandre Tvardovski, le rédacteur en chef de Novy Mir, doit faire son autocritique pour avoir approuvé la publication du roman.
En 1954, après la mort de Staline, Pour une juste cause est réédité sous forme de livre.

#### Vie et Destin
Second volet de son diptyque, il s'agit de l'œuvre majeure de Vassili Grossman. Le récit de Vie et Destin débute là où s'est arrêté celui de Pour une juste cause, en septembre 1942, et avec les mêmes personnages, pour se terminer vers avril 1943. Si le ton des deux ouvrages est différent, notamment pour ce qui concerne la critique du régime stalinien, ils sont indissociables du point de vue de la narration et des personnages.
Vassili Grossman termine son roman en 1961. Il en envoie alors le manuscrit à Vadim Kojevnikov, rédacteur en chef du mensuel de l’Union des écrivains, Znamia. Celui-ci, effaré par la tonalité de l’ouvrage, transmet le brûlot au KGB. Quelques jours plus tard, deux officiers en civil se présentent au domicile de l'écrivain. Ils saisissent les copies, les brouillons, et jusqu'aux rubans encreurs des machines à écrire, de peur qu'on puisse s'en servir pour reconstituer le texte. Grossman a cependant placé deux copies du livre en sécurité chez des amis. Il proteste et en appelle à Khrouchtchev. En vain.
Le roman est donc considéré comme définitivement perdu. Dans les années 1970, pourtant, une copie du manuscrit miraculeusement conservée de Vie et Destin sort d'URSS grâce à des microfilms d'Andreï Sakharov. Malgré quelques passages manquants, le roman est enfin publié en Suisse en 1980. Il faut attendre la glasnost pour qu'il paraisse en Russie, en 1988. Peu de temps après, la femme d'un ami décédé de Grossman signale qu'elle possède une autre copie du manuscrit, qui s'avère être la version définitive du roman. D'après celle-ci, on réalise une nouvelle édition en 1990.

### Chronologie des œuvres
- Berditchev, trêve de plaisanterie, essai, 1928
- Dans la ville de Berditchev, nouvelle, 1934
- Glückauf, roman, 1934
- Le printemps, nouvelle, 1935
- Quatre journées, nouvelle, 1935
- Le rêve, nouvelle, 1935
- Le graphite de Ceylan, nouvelle, 1935
- Stepan Koltchougine, roman, 1937-1940
- La jeune et la vieille, nouvelle, 1938-1940
- La tête d'élan, nouvelle, 1938-1940
- Ville crépusculaire, chronique de guerre, 1941
- L'alerte, chronique de guerre, 1941
- La mort d'une ville, chronique de guerre, 1941
- Volga-Stalingrad, chronique de guerre, 1942
- Une compagnie de jeune fusiliers-mitrailleurs, chronique de guerre, 1942
- L'âme du soldat rouge, chronique de guerre, 1942
- La bataille de Stalingrad, chronique de guerre, 1942
- Vlassov, chronique de guerre, 1942
- Tsaritsyne-Stalingrad, chronique de guerre, 1942
- Ce que voit Tchékhov, chronique de guerre, 1942
- L'axe d’effort principal, chronique de guerre, 1942
- Sur les routes de l'offensive, chronique de guerre, 1942
- Stalingrad aujourd'hui, chronique de guerre, 1942
- Le conseil militaire, chronique de guerre, 1942
- Le front de Stalingrad, chronique de guerre, 1942
- Vivre, chronique de guerre, 1942
- Le vieux professeur, nouvelle, 1942
- L'armée de Stalingrad, chronique de guerre, 1943
- Le premier jour sur le Dniepr, chronique de guerre, 1943
- Ukraine, chronique de guerre, 1943
- Quelques réflexions sur l'offensive du printemps, chronique de guerre, 1944
- La frontière soviétique, chronique de guerre, 1944
- Vers la frontière, chronique de guerre, 1944
- La « poche » de Bobrouïsk, chronique de guerre, 1944
- Le bien est plus fort que le mal, chronique de guerre, 1944
- L’enfer de Treblinka, chronique de guerre, 1944
- Le triomphe, chronique de guerre, 1944
- Moscou-Varsovie, chronique de guerre, 1945
- Entre le Vistule et l'Oder, chronique de guerre, 1945
- L'Allemagne, chronique de guerre, 1945
- Carnets de guerre, journal, 1941-1945
- Le peuple est immortel, roman, 1945
- Si l'on en croit les pythagoriciens, pièce de théâtre, 1946
- Le Livre noir, 1947
- Pour une juste cause, roman, 1952
- À la campagne, nouvelle, 1953.
- Abel. Le six août, nouvelle, 1953
- Tiergarten, nouvelle, 1953-1955
- La Madone Sixtine, nouvelle, 1955
- Vie et Destin, roman, 1950-1962
- Repos éternel, nouvelle, 1957-1960
- Le phosphore, nouvelle, 1958-1960
- Maman, nouvelle, 1960
- Les aiglons, nouvelle, 1961
- La route, nouvelle, 1961-1962
- À Kislovodsk nouvelle, 1962-1963
- L'Éboulement, nouvelle, 1963
- Tout passe, roman, 1955-1963
- La paix soit avec vous, récit de voyage, 1963

Grossman est aussi l'auteur du texte du film documentaire Сталинград (Stalingrad) présenté en 1943.

### Œuvres traduites en français
- Vivre, Office français d'édition, Alger, 1944.
- Stalingrad. Choses vues (septembre 1942 - janvier 1943), éd. France d'abord, Paris, 1945. L'ouvrage rassemble les nouvelles et chroniques de guerre Volga-Stalingrad, Une compagnie de jeunes fusiliers-mitrailleurs, L'âme du soldat rouge, La bataille de Stalingrad, Vlassov, Tsaritsyne-Stalingrad, Ce que voit Tchékov, L'axe d'effort principal, Sur les routes de l'offensive, Stalingrad aujourd'hui, Le conseil militaire, L'armée de Stalingrad et Le front de Stalingrad.
- Années de guerre, Éditions en langues étrangères, Moscou, 1946. L'ouvrage rassemble le roman Le peuple est immortel et les nouvelles et chroniques de guerre Le vieil instituteur, Volga-Stalingrad, Une compagnie de jeunes fusiliers-mitrailleurs, L'âme du soldat de l'Armée rouge, La bataille de Stalingrad, Tsaritsyne-Stalingrad, Vu par Tchékhov, L'axe d'effort principal, Sur les routes de l'offensive, Le conseil militaire, L'armée de Stalingrad, Le front de Stalingrad, Vivre, Le premier jour sur le Dniepr, Ukraine, Quelques réflexions sur l'offensive du printemps, La frontière soviétique, La “poche” de Bobrouïsk, Le bien est plus fort que le mal, L’enfer de Treblinka, Vers la frontière, Le Triomphe, Moscou-Varsovie, Entre la Vistule et l'Oder et L'Allemagne.
- Le Peuple qui survit, traduit du russe par Sergei Petrof, éd. La Centaine, Bruxelles, 1946.
- L'Amour, traduit du russe par Hélène Frémont et Xénia Pamfilova, éd. Arthaud, Paris, 1947. L'ouvrage rassemble les nouvelles et chroniques de guerre Fils du peuple, Frontière soviétique, La vie, L'amour et Le vieux professeur.
- Voyage en Kirghizie, La Littérature soviétique, Moscou, 1949.
- Le peuple est immortel, Éditeurs français réunis, Paris, 1950.
- L'Enfer de Treblinka, éd. Arthaud, Grenoble, Paris, 1945.
- Vie et Destin, traduit du russe par Alexis Berelowitch et Anne Coldefy-Faucard, éd. L'Âge d'Homme, Lausanne, 1980.
- Tout passe, traduit du russe par Jacqueline Lafond, éd. L'Âge d'Homme, Lausanne, 1984.
- La Paix soit avec vous, traduit du russe par Nilima Changkakoti, éd. L'Âge d'Homme, Lausanne, 1989. Il s'agit du récit du voyage de Vassili Grossman en Arménie.
- Années de guerre, éd. Autrement, Paris, 1993, rééd. 2021. L'ouvrage rassemble les nouvelles et chroniques de guerre Ville crépusculaire, L'alerte, La mort d'une ville, Le vieil instituteur, Volga-Stalingrad, L'âme du soldat de l'Armée rouge, La bataille de Stalingrad, Vu par Tchékhov, L'axe d'effort principal, Sur les routes de l'offensive, Le conseil militaire, L'armée de Stalingrad, Le front de Stalingrad, Vivre, Le premier jour sur le Dniepr, Ukraine, La frontière soviétique, L’enfer de Treblinka, Entre la Vistule et l'Oder et L'Allemagne.
- Le Livre noir, écrit en collaboration avec Ilya Ehrenbourg, éd. Acte Sud, 1995.
- La Madone Sixtine, traduit du russe par Sophie Benech, éd. Interférences, Paris, 2003[38].
- Œuvres, éd. Robert Laffont, Paris, 2006. L'ouvrage rassemble les romans Vie et Destin, Tout passe, les nouvelles Abel. Le six août, Tiergarten, La Madone Sixtine, Repos éternel, Maman, La route, Le phosphore, À Kislovodsk, ainsi que les documents Lettre à Khrouchtchev, Entretien avec M. A. Souslov et Lettres à la mère.
- À la campagne, in Peur, anthologie, traduit du russe Luba Jurgenson, éd. du Griot, Boulogne, 1994.
- Carnets de guerre. De Moscou à Berlin. 1941-1945, textes choisis et présentés par Antony Beevor et Luba Vinogradova, traduit de l'anglais et du russe par Catherine Astroff et Jacques Guiod, éd. Calmann-Lévy, Paris, 2007.
- Pour une juste cause, traduit du russe par Luba Jurgenson, éd. L'Âge d'Homme, Lausanne, 2008.
- La Route, traduit du russe par Bassia Rabinovici et Corinne Fournier, éd. L'Âge d'Homme, coll. « Archipel slave », Lausanne, 2010. L'ouvrage rassemble les nouvelles Dans la ville de Berditchev, Le printemps, Quatre journées, Le rêve, Le graphite de Ceylan, La jeune et la vieille, La tête d'élan, Le vieux professeur, La route, Les aiglons et L'éboulement.
- Vassili Grossman (trad. du russe par Nilima Changkakoti (1989), préf. Shimon Markish), La Paix soit avec vous, Ginkgo, 2021 (ISBN 978-284679463-3)
- Vassili Grossman, Souvenirs et correspondance, édition établie par Fiodor Guber, trad. du russe par Luba Jurgenson, éd. Calmann-Lévy, 2023.

### Adaptations
- 1957 – Stepan Koltchouguine – film soviétique réalisé par Tamara Rodionova[39] ;
- 1967 – La commissaire – film soviétique d'après Dans le ville de Berditchev, réalisé par Alexandre Askoldov, interdit, puis présenté en 1988[40],[41] ;
- 2000 – La Dernière Lettre, spectacle d'après la lettre de la mère de Vie et destin, traduction d’Alexandre Berelowitch, mise en scène de Frederick Wiseman, dit par Catherine Samie (prix de la meilleure comédienne 2000), Studio-Théâtre[42] ;
- 2006 – Lettre au fils, traduction d’Alexis Berelowitch, dit par Sylvie Caillaud, mise en scène de Bernard Martin pour le théâtre du Lamparo[43] ;
- 2007 – Vie et Destin – première mondiale en France de l’adaptation au théâtre de Vie et Destin par Lev Dodine, le 4 février 2007, avec la troupe du Maly Drama Théâtre de Saint-Pétersbourg, à la MC93 Bobigny[44],[45] ;
- 2011 – Vie et Destin – pièce de théâtre radiophonique anglaise de treize épisodes, diffusée par Radio 4 de la BBC[46] ;
- 2012 – Vie et Destin – mini-série de douze épisodes réalisée Sergueï Oursouliak[47] ;
- 2013 – Stalingrad – film de cinéma russe pour le scénario duquel on s'est inspiré de Vie et destin aussi[48].